# Stimulovaná emise
Stimulovaná emise je obecně emise koherentního elektromagnetického záření z látky vyvolaná dopadajícím zářením za současného přechodu části kvantové soustavy z excitovaného stavu do stavu základního. Známé je především její využití v laserech k zesilování světla žádaných vlastností, ovšem nachází uplatnění i v zesilování elektromagnetického záření o vlnových délkách mimo oblast viditelného světla a jí blízkých (maser).

## Princip
Elektrony v atomu mohou být umístěny v různých energetických hladinách. Platí, že čím dále jsou od jádra, tím vyšší mají energii. Vyšší energetická hladina, než je hladina základní, se nazývá excitovaný stav. Stimulovaná (též vynucená či indukovaná) emise je kvantový jev, při kterém dopadající částice (nejčastěji foton) stimuluje přechod excitovaného elektronu do základního stavu za současného vyzáření částice o stejných vlastnostech jako má částice stimulující. Pro jednoduchost předpokládejme pouze dvě energetické hladiny v kvantové soustavě (viz obrázek, kde E1 je soustava v základním stavu, a E2 je ve stavu excitovaném).

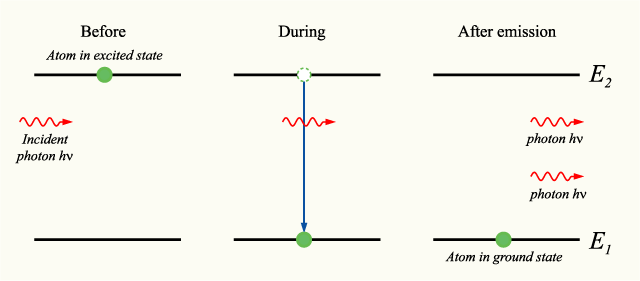
Obr.: Schéma stimulované emise: vlevo: atom v excitovaném stavu a dopadající foton, uprostřed: přechod atomu do základního stavu a emise fotonu, vpravo: atom v základním stavu a dva odchozí fotony stejné vlnové délky, polarizace a směru

V excitovaném stavu setrvává soustava jen po velmi krátkou dobu, řádově 10−3 - 10−7s, a následně přechází do stavu základního za současného vyzáření fotonu či fononu. V případě zářivého přechodu (vyzáření fotonu) se jedná o tzv. spontánní emisi, kdy je foton o vlnové délce odpovídající rozdílu energetických hladin vyzářen náhodným směrem s náhodnou fází a polarizací. Ke stimulované emisi dochází tehdy, přijde-li do excitované soustavy (tedy dříve, než dojde ke spontánní emisi) foton o energii rovné rozdílu energetických hladin (tedy o energii {\displaystyle E=h\nu =E_{2}-E_{1}}, kde h je Planckova konstanta a ν je frekvence záření, pomocí níž lze vyjádřit také jeho vlnovou délku ze vztahu {\displaystyle \lambda =c/\nu }, kde c je rychlost světla). V tom případě tento foton stimuluje přechod soustavy do základního stavu a je vyzářen další foton, jenž má stejnou vlnovou délku (energii), polarizaci a směr jako foton stimulující.
Nutnou podmínkou pro praktické použití stimulované emise je vytvoření tzv. inverzní populace. Atomy se zpravidla snaží zaujmout stav s nejmenší možnou energií, nacházejí se tedy v základním stavu schopné absorpce. Proto se za normálních okolností intenzita světla při průchodu látkou snižuje, neboť počet atomů v základním stavu je mnohem vyšší než počet atomů v excitovaném stavu (tzv. rovnovážná populace) a dopadající fotony jsou absorbovány atomy látky. Jak již bylo zmíněno výše, pro (stimulovanou) emisi je nutné dostat kvantovou soustavu do excitovaného stavu. Je-li navíc požadováno zesílení záření v aktivním prostředí, je nutné, aby počet excitovaných prvků kvantové soustavy schopných emise byl větší než počet prvků v základním stavu (schopných absorpce). Převažuje-li počet elektronů na vyšší energetické hladině (E2) nad počtem elektronů na nižší hladině (E1), nazýváme tento stav inverzní populací. Takováto kvantová soustava potom zesiluje procházející záření. Inverzní populace můžeme dosáhnout tzv. čerpáním (též buzením) např. světelným zářením, elektrickým výbojem či chemickou reakcí, čímž dochází k excitaci elektronů na vyšší energetické hladiny.
Pravděpodobnost, že nastane stimulovaná emise je dána vztahem {\displaystyle P=B_{21}N_{2}\rho (\nu )}; roste tedy s hustotou dopadajícího záření ρ(ν) a s počtem excitovaných atomů N2. Konstantou úměrnosti je zde Einsteinův koeficient stimulované emise B21.

## Historie
Roku 1917 předpovídá Albert Einstein ve svém článku Zur Quantentheorie der Strahlung ve Physikalischen Zeitschrift, že kromě absorpce a spontánní emise existuje ještě emise stimulovaná. Díky tomu je schopen odvodit Planckův zákon pro záření absolutně černého tělesa pomocí pravděpodobnostních koeficientů (později nazvaných Einsteinovými) pro absorpci a spontánní a stimulovanou emisi. Bez předpokladu existence stimulované emise docházel Einstein k empiricky nesprávnému (pro nízké frekvence) Wienově zákonu.
V roce 1928 Rudolph W. Landenburg s Hansem Kopfermannem potvrdili svým pozorováním existenci stimulované emise.
V roce 1939 Valentin A. Fabrikant navrhuje využít stimulovanou emisi k zesilování světla.
Roku 1947 Willis E. Lamb and Robert C. Retherford objevili dobře patrnou stimulovanou emisi ve spektru vodíku a provedli její první demonstraci.
V roce 1950 navrhl Alfred Kastler čerpání pomocí světelného záření. To bylo experimentálně provedeno Jeanem Brosselem, Kastlerem a Winterem o dva roky později.
V roce 1952 Nikolaj Basov a Alexander Prochorov popisují princip maseru fungujícího na základě stimulované emise. Nezávisle na nich sestavují následujícího roku Charles H. Townes a jeho studenti James P. Gordon a Herbert J. Zeiger první funkční maser. Basov s Prokhorovem následně vyřešili problém kontinuálního režimu maseru (předtím bylo možné používat maser pouze v pulsním režimu) použitím více než dvou energetických hladin, čímž dosáhli udržení inverzní populace po celou dobu chodu maseru.
Roku 1957 publikovali Ch. Townes a Arthur L. Schawlow v časopise Physical Review článek, v němž navrhli konstrukci infračerveného a optického maseru, tedy de facto laseru. Ve stejném roce zkoumal Gordon Gould v rámci své doktorské práce excitované atomy Thalia a navrhl vlastní koncept laseru a oficiálně je považován za jeho vynálezce.
V roce 1964 získali Ch. Townes, N. Basov a A. Prochorov Nobelovu cenu za výzkum v oblasti kvantové elektroniky.